# Hemistola inoptaria
Hemistola inoptaria là một loài bướm đêm trong họ Geometridae.